# Järilvattnet (sjö)
Järilvattnet är en sjö i Strömsunds kommun i Jämtland och ingår i Ångermanälvens huvudavrinningsområde. Sjön har en area på 2,48 kvadratkilometer och ligger 344,8 meter över havet. Sjön avvattnas av vattendraget Järilån. Vid sjöns östra strand ligger byn med samma namn.

## Delavrinningsområde
Järilvattnet ingår i det delavrinningsområde (709834-149141) som SMHI kallar för Utloppet av Järilvattnet. Medelhöjden är 397 meter över havet och ytan är 35,22 kvadratkilometer. Räknas de 3 avrinningsområdena uppströms in blir den ackumulerade arean 69,58 kvadratkilometer. Järilån som avvattnar avrinningsområdet har biflödesordning 4, vilket innebär att vattnet flödar genom totalt 4 vattendrag innan det når havet efter 244 kilometer. Avrinningsområdet består mestadels av skog (82 procent). Avrinningsområdet har 2,47 kvadratkilometer vattenytor vilket ger det en sjöprocent på 7 procent.